# Lithodes nintokuae
Lithodes nintokuae är en kräftdjursart som beskrevs av Sakai 1976. Lithodes nintokuae ingår i släktet Lithodes och familjen trollkrabbor. Inga underarter finns listade i Catalogue of Life.